# Upucerthia dumetaria
Upucerthia dumetaria là một loài chim trong họ Furnariidae.